# Швирс, Эллен
Эллен Швирс (нем. Ellen Schwiers; 11 июня 1930, Щецин, Веймарская республика — 26 апреля 2019, Штарнберг, Германия) — немецкая актриса кино, телевидения и театра.

## Биография
Эллен родилась в 1930 году в Щецине в семье театрального актёра Лутца Швирса. Отец учил её актёрскому искусству. В детстве Эллен часто меняла школы из-за его работы. После Второй мировой войны семья переехала в Гессен.
После сдачи экзаменов Эллен начала играть в театре Theater Koblenz. В 1949 году она дебютировала в кино, появившись в фильме Курта Хофмана «Тайное рандеву». За свою карьеру Швирс снялась в более 100 фильмах и телесериалах, таких как «Место преступления», «Имярек», «Гром небесный», «Баллада о стрелке», «Двадцатый век» и «3096 дней». Она играла в театрах в течение 70 лет. Среди наиболее известных пьес с её участием были «Мамаша Кураж и её дети» Бертольта Брехта и «Двенадцатая ночь» Шекспира. Швирс завершила карьеру в 2015 году.
В 1956 году Швирс замуж за продюсера Петера Якоба, бывшего мужа режиссёра Лени Рифеншталь. В браке родились дочь Катерина и сын Даниэль, которые также стали актерами. Даниэль умер от рака в 1985 году в возрасте 21 года. Вместе с мужем Эллен основала гастрольный театр Das Ensemble. Она овдовела в 1992 году. После смерти супруга Швирс управляла их театром, а затем он перешёл их дочери.
Швирс скончалась в 88-летнем возрасте в 2019 году после продолжительной болезни в своём доме на берегу Штарнбергер-Зе. Перед смертью актрису мучили сильные боли. Она даже задумывалась об эвтаназии.

## Награды
- Орден «За заслуги перед Федеративной Республикой Германия» (1989)
- Орден Заслуг (Баден-Вюртемберг) (1995)
- Deutscher Schauspielpreis на Берлинском кинофестивале (2013)